# Spilosoma unicolor
Spilosoma unicolor är en fjärilsart som beskrevs av Homberg 1907. Spilosoma unicolor ingår i släktet Spilosoma och familjen björnspinnare. Inga underarter finns listade i Catalogue of Life.